# Pointe de Penhir

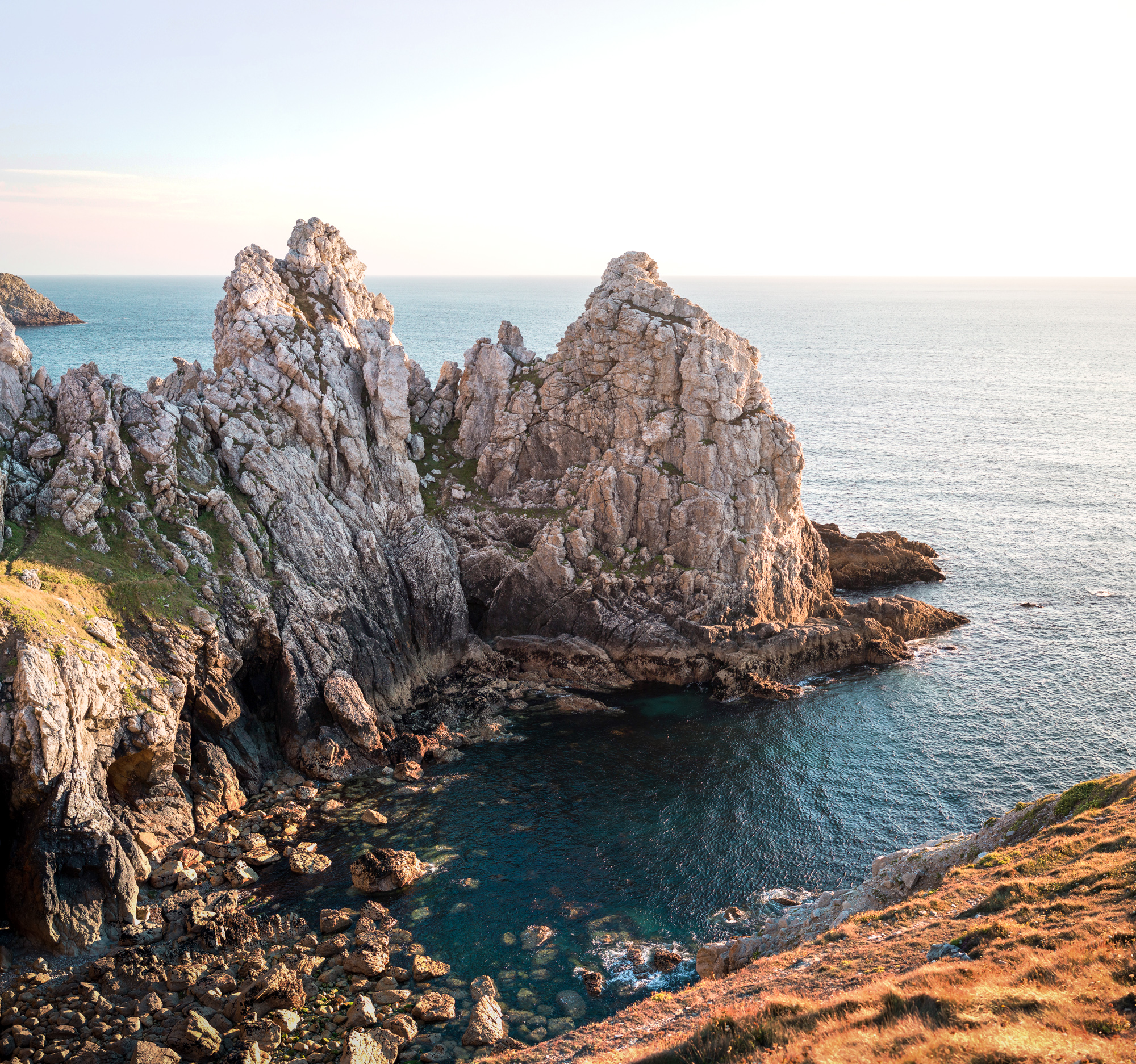
Die Pointe de Penhir

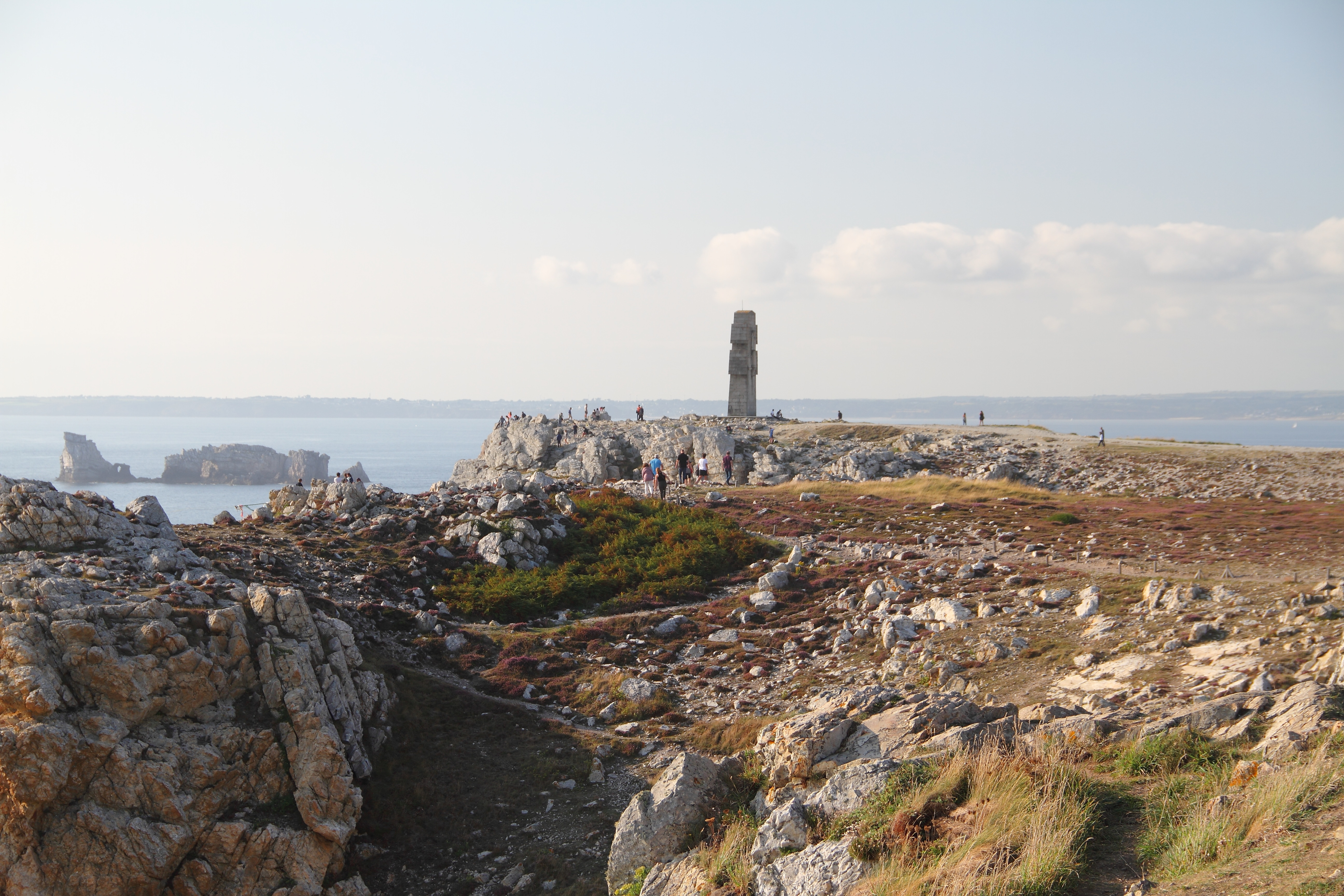
Blick zum Monument aux Bretons de la France Libre auf der Pointe de Penhir.

Die Pointe de Penhir (auch Pen-Hir geschr.; bret. Beg Penn Hir) ist ein felsiges Kap auf der Crozon-Halbinsel im Département Finistère in der Bretagne. Sie gehört zum Gebiet der Gemeinde Camaret-sur-Mer.
Im Vorfeld liegen Les Tas de Pois, die Erbseninseln. Von der Pointe de Penhir sind die anderen Kaps der Halbinsel Crozon sichtbar (Pointe de Dinan, Cap de la Chèvre und Pointe des Espagnols), weiterhin in der Ferne auf Cap Sizun der Pointe du Van, der Pointe du Raz und der Baie des Trépassés. Am Weg liegen die Alignements von Lagat-Jar, wo fast 150 Menhire aus weißem Quarzit aufgestellt wurden.

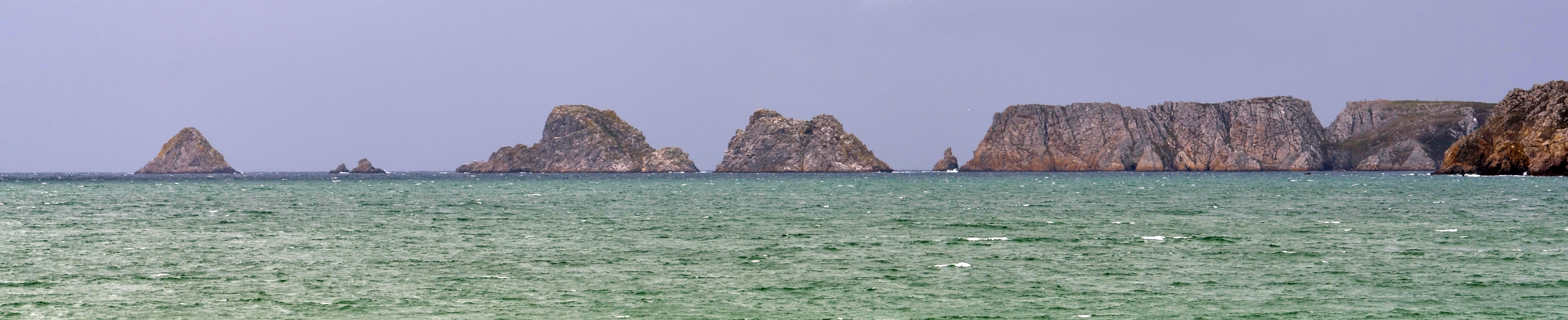
Les Tas de Pois – die Erbseninseln an der Pointe de Penhir

## Denkmal
Auf dem Pointe de Penhir steht das Denkmal Monument aux Bretons de la France Libre.

## Einzelnachweis
1. ↑  Pascal et Thierry: Monument aux Bretons de la France Libre. Abgerufen am 18. Mai 2018.

Koordinaten: 48° 15′ 3,2″ N, 4° 37′ 25″ W